# Lorenzo Povegliano
Lorenzo Povegliano (né le 11 novembre 1984 à Palmanova) est un athlète italien, spécialiste du lancer de marteau.

## Biographie
Après avoir obtenu la médaille d'or aux championnats d'Europe juniors à Tampere, Lorenzo Povegliano échoue au pied du podium lors des championnats d'Europe espoirs 2005. Après une blessure au genou en 2008, il atteint 79,08 m le 12 mai 2012, record personnel et quatrième meilleur lancer de l'année, ce qui le qualifie pour les Championnats d'Europe d'athlétisme 2012 à Helsinki.

## Palmarès
| Date | Compétition                   | Lieu     | Résultat | Marque  |
| ---- | ----------------------------- | -------- | -------- | ------- |
| 2003 | Championnats d'Europe juniors | Tampere  | 1er      | 72,72 m |
| 2005 | Championnats d'Europe espoirs | Erfurt   | 4e       | 69,98 m |
| 2007 | Universiade                   | Bangkok  | 6e       | 71,41 m |
| 2011 | Universiade                   | Shenzhen | 3e       | 73,39 m |

### Records
| Épreuve           | Performance | Lieu     | Date        |
| ----------------- | ----------- | -------- | ----------- |
| Lancer du marteau | 79,08 m     | Codroipo | 12 mai 2012 |